# Arenivaga ricei
Arenivaga ricei (лат.) — вид песчаных тараканов-черепашек рода Arenivaga из семейства Corydiidae (или Polyphagidae). Обнаружены в Северной Америке: США (вдоль Rio Grande River, Val Verde County, Техас).

## Описание
Среднего размера тараканы овально-вытянутой формы: длина тела около 13 мм; наибольшая ширина тела (GW) около 8 мм; ширина пронотума (PW) около 6 мм; длина пронотума (PL) 3,5 мм. Соотношение длины тела к его наибольшей ширине у голотипа = TL/GW 1,65. Основная окраска светло-коричневая, одноцветная. Имеют по 2 коготка на лапках. Ноги средней и задней пары покрыты шипиками.
Этот вид встречается в сухой, жаркой и пыльной местности; он был собран в неглубоких пещерах вдоль сухих арройо. Все остальные элементы жизненной истории остаются неисследованными. Питаются, предположительно, как и другие виды своего рода, микоризными грибами, листовым детритом пустынных кустарников и семенами, собранными млекопитающими. В надземных условиях живут только крылатые самцы (отличаются ярко выраженным половым диморфизмом: самки рода Arenivaga бескрылые, внешне напоминают мокриц). Вид был впервые описан в 2014 году американским энтомологом Хейди Хопкинсом (Heidi Hopkins). Этот вид назван в честь Роба Райса (Rob Rice), энтузиаста мирового коллекционирования тараканов Corydiidae и собирателя первого экземпляра этого вида.